# Peene-Werft
Peene-Werft est un chantier naval allemand dont le siège social et les installations de construction navale se trouvent à Wolgast. Il fait partie du groupe Bremen Lürssen depuis mai 2013.

## Contexte
Le chantier naval a été fondé le 20 juin 1948 par l’administration militaire soviétique. Initialement, des cotres et des caboteurs ont été construits en réparation pour l’Union soviétique. La construction de navires de guerre a commencé en 1951. Jusqu’à la chute du mur de Berlin, ont été construits principalement des torpilleurs légers (bateaux LTS) et des dragueurs de mines de forme courte et longue (le yacht d’État Ostseeland est basé sur ce modèle), des navires de débarquement et des chasseurs de sous-marins pour la Volksmarine (marine populaire) et pour l’Union soviétique. En principe, la quasi-totalité de la flotte de la Volksmarine provenait du chantier naval de Peene. À la fin des années 1970, un certain nombre de dragues à chaîne de seaux de mer ont été achetées pour l’URSS. En outre, dans les années 1980, de petits bateaux à cabine avec moteur à combustion interne ont été produits dans le cadre de la « production de biens de consommation » prescrite par le parti. Le chantier naval était une entreprise d’État dans la construction navale de la République démocratique allemande (RDA). Le nombre d’employés en 1989 était d’environ 2900.

## Années 2010
Le 7 juin 2010, le chantier naval a été restructuré. La fusion de Volkswerft Stralsund GmbH et de Peene-Werft GmbH a donné naissance à P+S Werften GmbH. Les actionnaires étaient le groupe Hegemann avec une participation d’environ 7% et HSW Treuhand et Beteiligungsgesellschaft mbH avec environ 93%. Le nombre d’employés était d’environ 750 en 2012.
Selon l'Ostsee-Zeitung, le directeur général de P+S Werften GmbH, Dieter Brammertz, a déclaré en mars 2012 qu’il n’y aurait probablement plus de construction navale à Wolgast. Le chantier naval Peene serait trop petit pour construire de plus gros navires, et la société s’appuierait sur la construction de sous-pièces pour les en mer, appelées vestes. En août 2012, P+S Werften GmbH a déposé son bilan.
En décembre 2012, le chantier naval de Wolgast a été repris pour environ 17 millions d’euros par le groupe Lürssen de Brême, qui a transféré à Wolgast la construction de l’avant de deux navires pour les frégates de classe Baden-Württemberg de la marine allemande. Dans la procédure de reprise après la faillite de P+S Werften GmbH, Abu Dhabi MAR (ADM) a également manifesté son intérêt.
Début septembre 2013, un nouveau centre de coupe à la flamme a été mis en service au chantier naval pour la construction de navires pour les marines étrangères et allemande. Il y a notamment une commande pour construire 30 patrouilleurs, chacun de 35 à 40 mètres de long, pour l’Arabie saoudite. Une interdiction d’exportation a été imposée aux patrouilleurs en novembre 2018, ce qui a obligé le chantier naval à mettre au chômage partiel une grande partie de la main-d’œuvre.

## Années 2020
Début novembre 2020, Lürssen a confirmé la livraison de dix bateaux garde-côtes à l’Égypte. Les bateaux sont conçus pour des tâches de protection côtière nationale. Il s’agit, par exemple, de la protection des installations en mer sensibles, de la prévention de la contrebande, de la lutte contre la piraterie et du sauvetage en mer.

## Navires de guerre
Les navires de guerre construits par Penne-Werft comprennent :
- Dragueur de mines de classe Kondor
- Chasseur de sous-marins de classe Hai
- Navire de guerre des mines de classe Krake
- Navire ravitailleur de classe Jugend
- Navire d’hébergement de classe Ohre
- Navire de ravitaillement de classe Berlin
- Corvette de classe Parchim
- Frégate de classe Baden-Württemberg